# 宮内崇裕
宮内 崇裕（みやうち たかひろ、1958年（昭和33年） - ）は、日本の地形学者。理学博士。千葉大学大学院理学研究科教授。日本活断層学会会長。専門は変動地形学。群馬県出身。

## 経歴
群馬県立沼田高等学校を経て、1982年、東北大学理学部地学科を卒業。1986年、東京都立大学 (1949-2011)大学院理学研究科博士課程を修了。同年、「海成段丘の変異からみた東北日本弧北部の第四紀後期地殻変動（英題：Late quaternary Tectonic Movements Deduced from Marine Terrace Deformation in the Northern Northeast Japan Arc.）」で理学博士（東京都立大学）。1989年、千葉大学で助手となり、1994年に助教授、2006年より教授。2011年の東日本大震災発生に伴い、原子力規制委員会が設置した有識者会議のメンバーの一人。2020年日本活断層学会会長。
日本地理学会、日本地震学会、日本第四紀学会などに所属している。

## 著書
共著
- （千葉大学）『房総半島の地学散歩ー海から山へ 第1巻 (千葉学ブックレット 県土と県民の豊かな未来に向けて)』千葉日報社、2008。
- （千葉大学）『房総半島の地学散歩ー海から山へ 第2巻 (千葉学ブックレット 県土と県民の豊かな未来に向けて)』千葉日報社、2009。

共編著
- （池田安隆、今泉俊文、東郷正美、平川一臣、佐藤比呂志）『第四紀逆断層アトラス』東京大学出版会、2002。
- （今泉俊文、堤浩之、中田高、編）『活断層詳細デジタルマップ　新編』東京大学出版会、2018

## 受賞歴
- 1986年 - 日本地理学会研究奨励賞
- 1997年 - 日本地質学会論文賞
- 2001年 - 日本地理学会賞